# Primera División de Chile 1972
El Campeonato Nacional de Fútbol de la Primera División de 1972 fue el torneo disputado en la 40.ª temporada de la máxima categoría del fútbol profesional chileno, con la participación de 18 equipos. El torneo se jugó en dos rondas con un sistema de todos-contra-todos.
El campeón fue Colo-Colo, que logró su undécimo campeonato. Con un promedio de 45 929 espectadores por encuentro, además es el equipo con el mejor promedio de público como local en una temporada en la historia del fútbol chileno.

## Equipos por provincia
| Provincia   | N.º | Equipos                                                                            |
| ----------- | --- | ---------------------------------------------------------------------------------- |
| Santiago    | 5   | Colo-Colo, Magallanes, Unión Española, Universidad Católica y Universidad de Chile |
| Concepción  | 4   | Deportes Concepción, Huachipato, Lota Schwager y Naval                             |
| Valparaíso  | 3   | Everton, Santiago Wanderers y Unión La Calera                                      |
| Antofagasta | 1   | Antofagasta Portuario                                                              |
| Coquimbo    | 1   | Deportes La Serena                                                                 |
| Aconcagua   | 1   | Unión San Felipe                                                                   |
| O'Higgins   | 1   | O'Higgins                                                                          |
| Talca       | 1   | Rangers                                                                            |
| Cautín      | 1   | Green Cross-Temuco                                                                 |

## Tabla final
| Pos | Equipo                | PJ | PG | PE | PP | GF | GC | Dif | Pts |
| --- | --------------------- | -- | -- | -- | -- | -- | -- | --- | --- |
| 1   | Colo-Colo             | 34 | 23 | 6  | 5  | 90 | 37 | 53  | 52  |
| 2   | Unión Española        | 34 | 20 | 9  | 5  | 48 | 20 | 28  | 49  |
| 3   | Universidad de Chile  | 34 | 19 | 8  | 7  | 72 | 38 | 34  | 46  |
| 4   | Deportes Concepción   | 34 | 16 | 11 | 7  | 48 | 31 | 17  | 43  |
| 5   | Green Cross-Temuco    | 34 | 15 | 13 | 6  | 55 | 43 | 12  | 43  |
| 6   | Deportes La Serena    | 34 | 14 | 11 | 9  | 52 | 41 | 11  | 39  |
| 7   | Universidad Católica  | 34 | 14 | 11 | 9  | 42 | 41 | 1   | 39  |
| 8   | Magallanes            | 34 | 13 | 11 | 10 | 62 | 54 | 8   | 37  |
| 9   | Huachipato            | 34 | 13 | 11 | 10 | 40 | 32 | 8   | 37  |
| 10  | Naval                 | 34 | 12 | 7  | 15 | 45 | 52 | -7  | 31  |
| 11  | Lota Schwager         | 34 | 9  | 12 | 13 | 40 | 52 | -12 | 30  |
| 12  | O'Higgins             | 34 | 8  | 10 | 16 | 45 | 54 | -9  | 26  |
| 13  | Unión La Calera       | 34 | 8  | 8  | 18 | 45 | 62 | -17 | 24  |
| 14  | Santiago Wanderers    | 34 | 8  | 8  | 18 | 36 | 59 | -23 | 24  |
| 15  | Antofagasta Portuario | 34 | 10 | 4  | 20 | 42 | 66 | -24 | 24  |
| 16  | Rangers               | 34 | 8  | 8  | 18 | 32 | 62 | -30 | 24  |
| 17  | Unión San Felipe      | 34 | 9  | 5  | 20 | 44 | 64 | -20 | 23  |
| 18  | Everton               | 34 | 7  | 7  | 20 | 36 | 66 | -30 | 21  |

PJ=Partidos jugados; PG=Partidos ganados; PE=Partidos empatados; PP=Partidos perdidos; GF=Goles a favor; GC=Goles en contra; Dif=Diferencia de gol; Pts=Puntos
|  | Campeón. Clasifica a la Copa Libertadores 1973 |
|  | Clasifica a la Copa Libertadores 1973          |
|  | Desciende a Segunda División                   |

## Campeón
|                               |
| Campeón Colo-Colo 11.º título |
|                               |

## Goleadores
| Jugador              | Jugador              | Goles | Equipo                |
| -------------------- | -------------------- | ----- | --------------------- |
| Bandera de Chile     | Fernando Espinoza    | 25    | Magallanes            |
| Bandera de Chile     | Francisco Valdés     | 23    | Colo Colo             |
| Bandera de Argentina | Juan Carlos Sarnari  | 19    | Universidad de Chile  |
| Bandera de Chile     | Rogelio Farías       | 15    | Unión Española        |
| Bandera de Chile     | Carlos Caszely       | 14    | Colo-Colo             |
| Bandera de Chile     | Sergio Messen        | 13    | Colo Colo             |
| Bandera de Chile     | Moisés Silva         | 13    | Green Cross-Temuco    |
| Bandera de Chile     | Guillermo Martínez   | 13    | Unión La Calera       |
| Bandera de Chile     | Ricardo Rojas        | 13    | Unión San Felipe      |
| Bandera de Uruguay   | Gustavo Graffigna    | 12    | Antofagasta Portuario |
| Bandera de Brasil    | Elson Beyruth        | 12    | Colo Colo             |
| Bandera de Chile     | Germán Elissetche    | 12    | Green Cross-Temuco    |
| Bandera de Chile     | Manuel Gaete         | 12    | Unión San Felipe      |
| Bandera de Chile     | Gabriel Galleguillos | 11    | Deportes Concepción   |
| Bandera de Chile     | Óscar Fuentes        | 11    | Lota Schwager         |
| Bandera de Chile     | Fernando Pérez       | 11    | Naval                 |
| Bandera de Brasil    | Pio da Silva         | 11    | O'Higgins             |